# 汤姆·梅恩
湯姆·梅恩（1944年1月19日—）是一位世界知名的美國建築師，也是2005年的普利兹克建築獎得主，出生於康乃迪克州的Waterbury。湯姆·梅恩目前居住在加州洛杉磯，同时也是墨菲西斯建筑事务所（Morphosis）的设计总监。

## 生平
梅恩在南加大與哈佛大學接受建築教育，畢業後曾任教於加州州立理工大学，由於年輕時相當堅持自己的建築理念，最後因故被解職，遂在1972年協助南加州建築學院創立，教授反主流的建築思考，並在該校擔任主要教職。1992年后，梅恩转而在洛杉矶加州大学（UCLA）任教。现回到南加州建筑学院（sciarc）教书。同时在常春藤宾夕法尼亚大学设计学院（UPenn）任教。
1972年，梅恩以加州為主要發展地點，在圣塔莫尼卡與夥伴邁可‧羅東迪成立了自己的建築事務所，稱為模弗西斯建築事務所（Morphosis）。建築特色以結構嚴謹的施工過程，和骨架型構造為主。形式上喜用拼貼的長矩狀和片段式的結構。
梅恩與羅東迪所承接的第一個案子，是在加州帕萨迪纳的一所學校，當時梅恩的兒子正好在該校就學，由於此建案圓滿完成，獲得不少家長委員們的青睞，因此替梅恩又多介紹了幾個案子，包括勞倫斯之家（Lawrence Residence）也是此期的作品。
透過這些建案，讓梅恩在加州累積越來越多的實務經驗與名聲，此後他以美國西岸為主要基地，陸續承接了一些更大的案子，例如舊金山聯邦大廈、多倫多大學的學生宿舍、辛辛那提大學的學生娛樂中心、洛杉磯科技高中（the Science Center School in Los Angeles）、加州波諾馬市的鑽石農場高中，還有奧勒崗州尤金市的美國法院大樓。
在這些眾多的建案裡，梅恩逐漸展現出自己的建築風格，評論家認為他與羅東尼都受到法蘭克·蓋瑞突破傳統建築結構的影響，但是梅恩的表現手法則較為嚴謹，他在設計案中首重基地裡建物與建物之間的連結關係、並講求獨立建物的機能性，還有材料的發揮。他認為基地是有紋理的，環境與地景亦息息相關。梅恩也是少數在早期就採用電腦來分析基地、建構物體以驗證自己理念的建築師。因此他的作品，在外觀上不如蓋瑞那樣大膽與自由，但卻有一種抽象的、圖騰式的量體感，材料運用也較為豐富多端。
1991年，羅東迪離開了模弗西斯建築事務所，成立自己的RoTo建築事務所。2005年，61歲的梅恩以加州交通運輸局第七區總部(Caltrans District 7 Headquarters;)的傑出設計獲了建築界的諾貝爾獎：普利茲建築獎。是獲得該獎項的第8位美國建築師。也是歷經14年之後再度獲得此獎的美國人(上一次獲獎的美國建築師是1991年的罗伯特·文丘里)
2012年开始，湯姆·梅恩率领Morphosis事務所的团队开始着手设计汉京中心，8年后汉京中心正式对外开放，成为了深圳南山区一处重要的地标性建筑景观。

## 作品
- 多倫多大學研究所
- 加州交通運輸局第七區總部
- 加州波莫纳钻石牧场高中（DRHS）
- 康奈尔大学比尔和梅琳达.盖茨中心
- 深圳汉京中心

## 獲獎紀錄
- 2013年：美國建築師協會金獎（AIA Gold Medal）
- 2008年：麥克杜威獎章（The Edward MacDowell Medal）
- 2007年：美國建築師協會環境委員會年度十大綠建築獎（Top Ten Green Project Award, COTE）
- 2005年：普利兹克建筑獎
- 2001年：克萊斯勒設計獎
- 2000年：美國建築師協會AIA洛杉磯金獎
- 1995年：南加大年度校友獎
- 1992年：美國藝術文學協會建築獎
- 1992年：美國設計學院傑出院士
- 1991年：耶魯建築學院沙里寧獎（Eliel Saarinen Chair）
- 1988年：哈佛大學設計研究所諾伊斯獎（Elliot Noyes Chair）

## 外部網站
- American Maverick Wins Pritzker Prize （页面存档备份，存于） 紐約時報, 2005年3月21日
- Metropolis article on Mayne
- Thom Mayne, Prizker Prize Winner （页面存档备份，存于）
- Pritzker Prize Media Kit
- 模弗西斯建築事務所官方網站